# Цхалтубский муниципалитет
Цхалтубский муниципалитет (груз. წყალტუბოს მუნიციპალიტეტი  c’qalt’ubos municipʼalitʼetʼi) — муниципалитет в Грузии, входящий в состав края Имеретия. Находится на западе Грузии, на территории исторической области Имеретия. Административный центр — Цхалтубо.
Недалеко от Цхалтубо находится самая крупная пещера в Грузии — пещера Кумистави, переименованная в 2010 году в пещеру Прометея.

## История
10 апреля 1959 года к Цхалтубскому району была присоединена часть упразднённого Кутаисского района.

## Население
По состоянию на 1 января 2018 года численность населения муниципалитета составила 51 425 жителей, на 1 января 2014 года — 73,5 тыс. жителей.
Согласно переписи 2002 года население района (муниципалитета) составило 73 889 чел. По оценке на 1 января 2008 года — 73,2 тыс. чел.
| Грузины | Русские | Армяне | Украинцы | Осетины | Азербайджанцы | Абхазы | Греки  |
| 98,6 %  | 0,8 %   | 0,2 %  | 0,10 %   | 0,08 %  | 0,07 %        | 0,06 % | 0,02 % |

| Грузины       | 56 601 | 99,50 %  |
| Русские       | 147    | 0,26 %   |
| Украинцы      | 35     | 0,06 %   |
| Армяне        | 28     | 0,05 %   |
| Азербайджанцы | 13     | 0,02 %   |
| Осетины       | 10     | 0,02 %   |
| Греки         | 8      | 0,01 %   |
| Абхазы        | 4      | 0,01 %   |
| другие        | 37     | 0,07 %   |
| всего         | 56 883 | 100,00 % |

## Административное деление
Территория муниципалитета разделена на 17 сакребуло:
- 1 городское (kalakis) сакребуло:
- 0 поселковых (dabis) сакребуло:
- 12 общинных (temis) сакребуло:
- 4 деревенских (soplis) сакребуло:

## Список населённых пунктов
В состав муниципалитета входит 48 населённых пунктов, в том числе 1 город.
- Цхалтубо (Цкалтубо; груз. წყალტუბო)
- Баноджа (груз. ბანოჯა)
- Бесиаури (груз. ბესიაური)
- Бенткоула (груз. ბენთქოულა)
- Ванисчала (груз. ვანისჭალა)
- Гвиштиби (груз. გვიშტიბი)
- Гегути (груз. გეგუთი)
- Губисцкали (груз. გუბისწყალი)
- Гумати (груз. გუმათი)
- Гумбра (груз. გუმბრა)
- Дгнориса (груз. დღნორისა)
- Дерчи (груз. დერჩი)
- Джимастаро (груз. ჯიმასტარო)
- Жонети (груз. ჟონეთი)
- Зарати (груз. ზარათი)
- Зеда-Месхети (груз. ზედა მესხეთი)
- Зеда-Ончеиши (груз. ზედა ონჭეიში)
- Кведа-Месхети (груз. ქვედა მესხეთი)
- Кведа-Ончеиши (груз. ქვედა ონჭეიში)
- Квилишори (груз. ქვილიშორი)
- Квитири (груз. ქვიტირი)
- Кудоти (груз. კუდოთი)
- Кумистави (груз. ყუმისთავი)
- Лехидристави (груз. ლეხიდრისთავი)
- Маглаки (груз. მაღლაკი)
- Меквена (груз. მექვენა)
- Мечхери (груз. მეჩხერი)
- Мицацители (груз. მიწაწითელი)
- Мухиани (груз. მუხიანი)
- Намохвани (груз. ნამოხვანი)
- Нога (груз. ნოღა)
- Опурчхети (груз. ოფურჩხეთი)
- Опшквити (груз. ოფშკვითი)
- Парцханаканеви (груз. ფარცხანაყანევი)
- Патрикети (груз. პატრიკეთი)
- Пирвели-Цкалтубо (груз. პირველი წყალტუბო)
- Риони (груз. რიონი)
- Сакулиа (груз. საყულია)
- Сачхеури (груз. საჩხეური)
- Сормони (груз. სორმონი)
- Тернали (груз. თერნალი)
- Ткачири (груз. ტყაჩირი)
- Уканети (груз. უკანეთი)
- Хомули (груз. ხომული)
- Цхалтубо (груз. წყალტუბო)
- Цхункури (груз. ცხუნკური)
- Чашлети (груз. ჭაშლეთი)
- Чолеви (груз. ჭოლევი)
- Чунеши (груз. ჩუნეში)
- Чунеши (груз. ჩუნეში)